# República del Congo en los Juegos Olímpicos de Barcelona 1992
La República del Congo estuvo representada en los Juegos Olímpicos de Barcelona 1992 por siete deportistas, seis hombres y una mujer, que compitieron en dos deportes.
El equipo olímpico congoleño no obtuvo ninguna medalla en estos Juegos.